# Hidrógeno sólido
El hidrógeno sólido se obtiene a temperaturas inferiores al punto de fusión del hidrógeno, 14.01 K (-259.14 °C). James Dewar fue el primero en producirlo, en 1899. En la actualidad, se investiga en las posibilidades de utilizar el
hidrógeno sólido como posible combustible para automóviles, ya que su almacenamiento es más seguro que en forma líquida.